# Geografia da Noruega
A Noruega (em norueguês:  Norge e Noreg) localiza-se ao norte da Europa, na faixa ocidental da Península Escandinava. A costa do país atinge os 25 000 km de extensão, sendo banhada a norte pelo Mar de Barents, a oeste pelo Mar da Noruega e pelo Mar do Norte, e a sul pelo Estreito de Escagerraque. Tem fronteira terrestre com a Suécia, Finlândia e Rússia a leste, e situa-se a pouca distância da Dinamarca, ao sul.
Possui uma área de 385 170 km², uma parte da qual se distribui por mais de 150 mil ilhas. Na área continental, predomina a paisagem de montanhas, platôs e fiordes. A extensão máxima do país, de norte a sul, é de 1752 quilômetros. A largura varia entre 6 km e 432 km.
Pertencem igualmente à Noruega as ilhas de Svalbard e Jan Mayen no Atlântico norte, a Ilha Bouvet no Atlântico sul, a Ilha de Pedro I no oceano glacial Antártico, e a Terra da Rainha Maud na Antártida.
A capital do país é Oslo, e as cidades principais são Oslo, Bergen, Stavanger, Trondheim, Fredrikstad e Drammen.

Tem uma população total de cerca de 5 milhões de habitantes.

## Dados
Localização:
Norte da Europa, a oeste da Suécia
Coordenadas geográficas:
62,00 N / 10,00 E
Área total:
323 782 km². Quando se inclui Svalbard e Jan Mayen, 385 179 km².
Linha costeira:
25 148 km, com os fiordes. Incluindo as ilhas, 83 281 km. Incluindo também Svalbard e Jan Mayen: 92 260 km
Ilhas:
Das 239 057 ilhas registadas, a maior é Hinnøya (com uma área de 2 204 km² e uma população de 31 851 habitantes). 

Dois arquipélagos sobressaem: Lofoten (com uma área de 1 226 km² e uma população de 23 814  habitantes) e Vesterålen (com uma área de 2510 km² e uma população de 30 398 habitantes) .

Terreno:
Glacial, formado em maior parte por platôs altos e montanhas ásperas, através dos quais aparecem vales férteis; pequenas e irregulares planícies; linha costeira bastante recortada por fiordes; tundra ao norte
Lagos:
Dos 160 000 lagos existentes na Noruega, os maiores são:
- Mjøsa - 365 km²
- Røssvatnet - 219 km²
- Femunden - Femunden 203 km²

Rios: 
Os maiores rios são:
- Glomma- 620 km
- Numedalslågen - 352 km
- Pasvikelva - 145 km (dos quais 112 na fronteira entre a Noruega e a Rússia)

Montanhas:
As montanhas mais altas são:
- Galdhøpiggen - 2469 m
- Glittertinden - 2465 m

Pontos extremos de altitude:

Ponto mais baixo:
Mar da Noruega - 0 m

Ponto mais alto:
Galdhøpiggen - 2469 m
Maiores fiordes:
- Fiorde de Sogn
- Fiorde de Trondheim
- Fiorde de Oslo